# Hortfund bei Haithabu
Der Hortfund bei Haithabu umfasst Schmuckstücke und Silbermünzen aus der ersten Hälfte des 13. Jahrhunderts, die im Jahr 2023 im Umfeld der Wikingersiedlung Haithabu in Schleswig-Holstein gefunden wurden. Ein Zusammenhang zu der Siedlung wird ausgeschlossen, da sie bereits im 11. Jahrhundert zerstört und aufgegeben wurde.
Der Hort wurde von einem Sondengänger auf einer Wiese unweit der Welterbestätte „Archäologischer Grenzkomplex Haithabu und Danewerk“ entdeckt. Dies geschah während einer Suchübung im Gelände, die der Sondengänger als Teilnehmer eines Metalldetektor-Kurses des Archäologischen Landesamtes Schleswig-Holstein absolvierte. Anschließend sicherten Experten den Fund und führten eine kleinflächige Nachgrabung durch. Die Fundstücke lagen in etwa 20 cm Tiefe. Zu ihnen gehören 30 Silbermünzen aus der Regierungszeit des dänischen Königs Waldemar II., die von 1202 bis 1241 andauerte. Die Münzen sprechen für eine Deponierung des Hortes in der ersten Hälfte des 13. Jahrhunderts. Da sich an den Münzen Textilreste erhalten haben, ist davon auszugehen, dass sie in einem Stoffbeutel im Boden vergraben wurden. Außergewöhnlich unter den Fundstücken sind zwei goldene Ohranhänger von etwa fünf Zentimeter Durchmesser, die mit mehreren Halbedelsteinen bestückt sind. Sie sind wohl in der Zeit um 1100 entstanden und stehen in der Tradition byzantinischer Goldschmiedearbeiten. Ein weiteres Fundstück ist eine vergoldete Pseudomünzfibel von drei Zentimeter Durchmesser. Sie ist mit arabischen Schriftzeichen versehen und einem almohadischen Gold-Dinar nachgeahmt. Die Münze ist gefälscht, da sich die Schriftzeichen auf beiden Seiten befinden, was damals unüblich war. Sie könnte ihren Ursprung in Südspanien haben oder von einem skandinavischen Kunsthandwerker nachgebildet und mit einer Anstecknadel versehen worden sein. Zum Hort gehören darüber hinaus zwei vergoldete, steinbesetzte Fingerringe, ein Ringfragment, eine kleine und einst vergoldete sowie durchlochte Scheibe und eine kleine Ringfibel.